# Distretto di Tempelhof-Schöneberg
Il distretto di Tempelhof-Schöneberg (in tedesco Bezirk Tempelhof-Schöneberg) è il settimo distretto di Berlino.

## Amministrazione
L'amministrazione distrettuale ha sede al Municipio di Schöneberg, nel quartiere omonimo.
Il sindaco distrettuale (Bezirksbürgermeister) in carica è Ekkehard Band, della SPD.

### Suddivisione amministrativa
Il distretto di Tempelhof-Schöneberg è diviso in 6 quartieri (Ortsteil):
- 0701 Schöneberg
- 0702 Friedenau
- 0703 Tempelhof
- 0704 Mariendorf
- 0705 Marienfelde
- 0706 Lichtenrade

## Storia
Il distretto di Tempelhof-Schöneberg fu creato nel 2001 unificando i precedenti distretti (Bezirk) di Tempelhof e Schöneberg, che ne divennero quartieri (Ortsteil), assieme ai precedenti quartieri di Friedenau, Lichtenrade, Mariendorf e Marienfelde.

## Gemellaggi
- Amstelveen, Paesi Bassi
- Charenton-le-Pont, Francia
- Charleston, Carolina del Sud, Stati Uniti
- Distretto Barnet di Londra, Inghilterra, Regno Unito
- Circondario rurale Werra-Meißner, Assia, Germania
- Ahlen, Renania Settentrionale-Vestfalia, Germania
- Circondario rurale di Bad Kreuznach, Renania-Palatinato, Germania
- Penzberg, Baviera, Germania
- Wuppertal, Renania Settentrionale-Vestfalia, Germania
- Koszalin, Polonia
- Mosca, Russia
- Levallois-Perret, Francia
- Nahariya, Israele
- Circondario rurale di Paderborn, Renania Settentrionale-Vestfalia, Germania
- Circondario rurale Teltow-Fläming, Brandeburgo, Germania.